# José Gifreda Morros
José Gifreda Morros, de vegades Joseph o Josep Gifreda i Morros (Barcelona, 14 d'agost de 1891 - 1980) fou un alquimista i ocultista català, propietari d'una de les biblioteques de filosofia hermètica i màgia més importants d'Europa.
Fill de l'arquitecte José Gifreda Casas i de Carolina Morros, es formà i llicencià com a enginyer industrial, especialitzant-se en química, a l'Escola Tècnica Superior d'Enginyeria Industrial de Barcelona el 1917. Mai arribà a exercir, ja que gràcies a les inversions immobiliàries del seu pare a Barcelona, no va tenir necessitat de treballar. Molt unit al seu germà Màrius Gifreda i Morros, tots dos es dedicaren a alternar amb la burgesia barcelonina interessada en l'art i la cultura. Vivien de les rendes dels seus lloguers. La seva activitat se centrava en tasques representatives en diverses institucions locals, com l'Ateneu de Barcelona, la Institució Catalana d'Història Natural o la Secció de Química i Metal·lúrgia de l'Associació de Tècnics Industrials de Barcelona. Posteriorment, va estudiar medicina i es va graduar el 1926.
La mort de la seva dona Luisa Ferré Sanpons el 1957 el va afectar molt psicològicament. I poc després en morir el seu germà Mario, sense aquests dos referents en la seva vida, a poc a poc va començar a entrar en una espiral destructiva i de depressió. Allà fou atès per la seva neboda Maria Dolors Ferré Serra. A partir d'aleshores l'administració dels seus béns no va seguir un bon camí, deixant de prestar-li atenció i això va tenir les seves conseqüències. Va acumular enormes despeses derivades de la seva afició a l'ocultisme, amb instruments de medicina alternativa, equips de parapsicologia, llibres antics, manuscrits, relíquies, i altres, arribant a tenir una notable col·lecció de peces egípcies, sobretot amulets i objectes màgics. L'advocat que administrava els seus béns acabà estafant-lo, i el banc tragué a subhasta la major part dels seus bens. Gifreda va morir així, sumit en la pobresa, amb un procediment de desnonament ja en marxa.
El patrimoni de més valor que li quedava i del qual no es va voler desprendre, com la seva biblioteca -de la qual ja havia venut part el 1975- o el seu laboratori alquímic, van ser trets de casa seva pels seus deixebles, que van malvendre al millor postor una de les biblioteques de filosofia hermètica i màgia més importants d'Europa. Fou una biblioteca consultada per eminents erudits i estudiosos interessats per la filosofia hermètica, la simbologia o la mitologia, com per exemple Juan-Eduardo Cirlot Laporta.
Tot i que avui no es comenta, Marius Gifreda també era un gran aficionat a l'esoterisme i l'alquímia. També va ser un gran bibliòfil. La cèlebre biblioteca Gifreda no era del seu germà Josep únicament, com se sol creure, sinó dels dos germans, que compartien residència al mateix edifici i afició per l'esoterisme. Josep va adquirir per a aquesta col·lecció conjunta llibres d'astronomia, astrologia, medicina, biologia, química, arqueologia, egiptologia i historia natural. Però Marius va afegir molts més de filosofia, literatura, teatre, poesia, belles arts, història, viatges, psicologia, sociologia, política, catalanisme, etnogràfica o arquitectura, ja que va ser un mecenes culte ben reconegut a Catalunya, amb extensos contactes dins dels cercles artístics, intel·lectuals i polítics
Gifreda, que va ser el mestre d'Eugène Canseliet, més que com a alquimista, li agradava referir-se a si mateix com a mag. Relacionat amb les personalitats més importants de l'Europa de moment, en els cercles ocultistes parisencs hom el considerava un "mestre de mestres".